# Sanyuan (köping i Kina, Sichuan, lat 31,23, long 105,24)
Sanyuan (kinesiska: 三元镇, 三元) är en köping i Kina. Den ligger i provinsen Sichuan, i den sydvästra delen av landet, omkring 130 kilometer nordost om provinshuvudstaden Chengdu. Antalet invånare är 12 870. Befolkningen består av 6 382 kvinnor och 6 488 män. Barn under 15 år utgör 13,0 %, vuxna 15-64 år 68 %, och äldre över 65 år 17,0 %.
Genomsnittlig årsnederbörd är 1 308 millimeter. Den regnigaste månaden är juli, med i genomsnitt 331 mm nederbörd, och den torraste är december, med 4 mm nederbörd.